# Tegal Gede
Tegal Gede is een bestuurslaag in het regentschap Jember van de provincie Oost-Java, Indonesië. Tegal Gede telt 9197 inwoners (volkstelling 2010).